# 술루 군도
술루 군도(Sulu Archipelago)는 필리핀해의 여러 섬들을 말한다. 필리핀 남서부에 위치한 민다나오섬과 보르네오섬 사이에 위치한다. 동북동에서 남남서로 뻗어 길이는 약 300 km로 북쪽은 술루해, 남쪽은 술라웨시해와 접한다.

## 개요
필리핀 타위타위주, 술루주, 바실란주에 속한다. 주요 섬은 바실란섬, 홀로섬, 팡그라탄섬, 르크즈섬, 타위타위섬, 심눌섬 등이 있다. 15세기부터 19세기에 걸쳐 이슬람 국가 술루 왕국이 존재했다.

## 인구
| 연도 | 인구    | ±%      |
| ---- | ------- | ------- |
| 1903 | 95,069  | —       |
| 1918 | 195,865 | +106.0% |
| 1939 | 304,678 | +55.6%  |
| 1948 | 351,123 | +15.2%  |
| 1960 | 482,610 | +37.4%  |
| 1970 | 569,446 | +18.0%  |
| 1975 | 554,515 | −2.6%   |

| 연도 | 인구      | ±%     |
| ---- | --------- | ------ |
| 1980 | 756,646   | +36.5% |
| 1990 | 936,483   | +23.8% |
| 1995 | 1,082,484 | +15.6% |
| 2000 | 1,274,813 | +17.8% |
| 2007 | 1,796,521 | +40.9% |
| 2010 | 1,476,019 | −17.8% |
| 2015 | 1,674,813 | +13.5% |

## 같이 보기
- 술루 왕국
- 무슬림 민다나오 자치구